# Claudio Tatsch
Claudio Gilnei Tatsch ou simplesmente Claudio Tatsch (Rio Pardo, 2 de setembro de 1974) é um político brasileiro filiado ao Partido Liberal (PL).

## Biografia
Claudio Gilnei Tatsch nasceu em Rio Pardo, Rio Grande do Sul, em 2 de setembro de 1974. Possui graduação em Gestão Ambiental pela Universidade Internacional (Uninter) e pós-graduação em Gestão Pública.

## Carreira profissional e política
Claudio Tatsch iniciou sua trajetória política em 2003, como assessor do então deputado estadual e atual deputado federal Marlon Santos. Em 2004, quando Marlon Santos candidatou-se a prefeito de Cachoeira do Sul, Tatsch participou da campanha e, após a eleição, tornou-se chefe de gabinete na Secretaria de Governo da Prefeitura de Cachoeira do Sul. Durante esse período, também ocupou os cargos de Diretor e Secretário Municipal de Obras.
Após um intervalo de dois anos afastado da política, durante os quais trabalhou no setor privado em uma serraria, Tatsch retornou à vida pública em 2011 como assessor parlamentar de Marlon Santos, que havia sido eleito novamente deputado estadual do Rio Grande do Sul. Permaneceu nessa função por dois mandatos consecutivos, até 2019.
Em 2018, ocupou o cargo de superintendente geral da Assembleia Legislativa do Rio Grande do Sul. A partir de 2019, quando Marlon Santos iniciou seu mandato como deputado federal, Tatsch assumiu a função de Chefe de Gabinete, sendo também responsável pela gestão orçamentária e pelas indicações de emendas parlamentares para todo o Estado.

## Deputado estadual
Nas eleições estaduais de 2022 foi eleito deputado estadual pelo PL, à uma cadeira na Assembleia Legislativa do Rio Grande do Sul para a 56ª legislatura (2023 — 2027) com 25.979 votos. Desse total, 9.266 votos foram obtidos em Cachoeira do Sul, tornando-o o candidato mais votado do município.

### Atuação parlamentar
Como deputado estadual em sua primeira legislatura, Claudio Tatsch tem concentrado sua atuação em áreas como saúde pública, agronegócio, educação, infraestrutura, segurança, cultura e turismo.

#### Programa Pró-Hospitais (PPH/RS)
Um dos principais projetos de Tatsch na Assembleia Legislativa é o Programa Pró-Hospitais (PPH/RS), iniciativa apresentada em parceria com os deputados Airton Artus, Thiago Duarte e Beto Fantinel (atual secretário estadual de Assistência Social).
O Projeto de Lei Complementar nº 368/2023, que criou o programa, foi aprovado por unanimidade na Assembleia Legislativa em 9 de julho de 2024 e sancionado pelo governador Eduardo Leite em 30 de julho do mesmo ano, tornando-se a Lei 16.163/2024.
O PPH/RS permite que empresas contribuintes do ICMS (Imposto sobre Circulação de Mercadorias e Serviços) destinem até 5% do valor devido para investimentos em hospitais filantrópicos, santas casas e hospitais públicos, tanto municipais quanto estaduais. Os recursos podem ser utilizados para construção, ampliação, reformas, compra de insumos, equipamentos hospitalares e demais gastos de custeio.
De acordo com o texto do projeto, a compensação de valores prevista ocorrerá até o limite de 5% do saldo devedor do imposto, devendo ser discriminado na Guia de Informação e Apuração (GIA) e no Livro de Registro de Apuração do ICMS o respectivo valor a ser compensado.
O programa funciona com lógica semelhante à do Programa de Incentivo ao Aparelhamento da Segurança Pública (Piseg/RS) e do Programa de Incentivo ao Acesso Asfáltico (PIAA/RS), nos quais também é possível destinar parte do ICMS de empresas para áreas específicas.

#### Comissões parlamentares
Tatsch integra a Comissão Especial para Avaliar a Equidade nos Serviços Hospitalares do Rio Grande do Sul, reforçando seu foco na área da saúde pública.

### Bandeiras políticas
As principais bandeiras defendidas por Claudio Tatsch incluem:
- Saúde pública, com ênfase na captação e direcionamento de emendas parlamentares para hospitais gaúchos;[3]
- Doação de órgãos, com o objetivo de fortalecer a causa através da criação de mecanismos que proporcionem benefícios para quem decidir ser doador;[2]
- Direito à posse responsável de armas;[2]
- Fomento ao agronegócio;[2]
- Melhorias na infraestrutura.[2]